# Rankine
Rankine (°R of °Ra - om het te onderscheiden van Rømer en Réaumur) is een temperatuurschaal genoemd naar de Schotse natuurkundige William John Macquorn Rankine, die deze schaal ontwikkelde in 1859.
De Rankine-schaal is de absolute variant van de Fahrenheitschaal. Bij absolute temperatuurschalen is het absolute nulpunt gelijkgesteld aan 0. Hieruit volgt dat 0 °R = 0 K. Tevens is een temperatuurverschil van 1 °R gelijkgesteld aan een temperatuurverschil van 1 °F. Dit in tegenstelling tot de Kelvin-schaal, waar een temperatuurverschil van 1 K gelijkgesteld is aan 1 °C.

## Conversie tussen temperatuurschalen
De conversietabel geeft voor de verschillende temperatuurschalen de omrekenformules.